# Мірандела
Міранде́ла (порт. Mirandela; МФА: [mi.ɾɐ̃.ˈde.ɫɐ]) — муніципалітет і місто в Португалії, в окрузі Браганса. Розташований у північно-східній частині країни, на теренах історичної португальської провінції Трансмонтана. Належить до Брагансько-Мірандської діоцезії Католицької церкви в Португалії. Права міського самоврядування має з 1250 року. Поділяється на 37 парафій. За адміністративним поділом, чинним до 1976 року, був складовою провінції Трансмонтана і Верхнє Дору. Площа муніципалітету — 658,96 км², населення муніципалітету — 23850 ос. (2011); густота населення — 36,19 осіб/км²
. Патрон — Діва Марія. Святковий день муніципалітету — 25 травня. Поштовий індекс — 5370.  Код місцевої адміністративної одиниці — 0407. Складова статистичного регіону Північ.

## Назва
- Мірандела (порт. Mirandela, стара орфографія: порт. Mirandella)

## Географія
Мірандела розташована на північному сході Португалії, на заході округу Браганса.
Місто розташоване за 50 км на південний захід від міста Браганса.
Мірандела межує на півночі з муніципалітетом Віняйш, на сході — з муніципалітетом Маседу-де-Кавалейруш, на півдні — з муніципалітетами Віла-Флор і Карразеда-де-Ансіайнш, на заході — з муніципалітетами Мурса і Валпасуш.

## Історія
1250 року португальський король Афонсу III надав Міранделі форал, яким визнав за поселенням статус містечка та муніципальні самоврядні права.

## Транспорт
Діє Легке метро Мірандели (одна лінія, 4 км).

## Населення
| Кількість мешканців | Кількість мешканців | Кількість мешканців | Кількість мешканців | Кількість мешканців | Кількість мешканців | Кількість мешканців | Кількість мешканців | Кількість мешканців | Кількість мешканців | Кількість мешканців | Кількість мешканців | Кількість мешканців | Кількість мешканців | Кількість мешканців |
| ------------------- | ------------------- | ------------------- | ------------------- | ------------------- | ------------------- | ------------------- | ------------------- | ------------------- | ------------------- | ------------------- | ------------------- | ------------------- | ------------------- | ------------------- |
| 1864                | 1878                | 1890                | 1900                | 1911                | 1920                | 1930                | 1940                | 1950                | 1960                | 1970                | 1981                | 1991                | 2001                | 2011                |
| 18 064              | 19 359              | 19 816              | 20 789              | 22 063              | 17 931              | 23 007              | 27 508              | 31 131              | 29 912              | 24 139              | 28 879              | 25 209              | 25 819              | 23 850              |

## Парафії
- Абамбреш
- Абрейру
- Агієйраш
- Алвітеш
- Авантуш
- Авідагуш
- Барсел
- Боса
- Вале-де-Ашнеш
- Вале-де-Говіняш
- Вале-де-Салгейру
- Вале-де-Теляш
- Валверде
- Віла-Боа
- Віла-Верде
- Кабанелаш
- Каравелаш
- Карваляйш
- Кобру
- Ламаш-де-Орелян
- Мармелуш
- Машкареняш
- Мірандела
- Муріаш
- Навалю
- Пассуш
- Перейра
- Ромеу
- Сан-Педру-Велю
- Сан-Салвадор
- Седайнш
- Сусайнш
- Торре-де-Дона-Шама
- Фрадізела
- Франку
- Фрешаш
- Фрейшеда

## Пам'ятки
- Церква святого Томи (Абамбреш) — католицька церква ХІІІ століття.